# Johan von Koskull
Johan Henrik Wilhelm von Koskull (* 25. September 1964 in Helsinki; † 29. Mai 2021) war ein finnischer Regattasegler.
Johan von Koskull segelte zusammen mit seinem Bruder Peter in der 470er Klasse. Die beiden Brüder nahmen an den Olympischen Spielen 1984 und 1988 teil. Zudem wurden sie 1984 und 1987 Europameister und konnten vier finnische Meistertitel (1982, 1987, 1988 und 1989) gewinnen. Außerdem wurde Johan von Koskull 1992 und 1993 finnischer Meister in der Soling-Klasse.